# Короленківська вулиця (Київ)
Короле́нківська ву́лиця — вулиця в Голосіївському районі міста Києва, місцевість Нова Забудова. Пролягає від Жилянської вулиці до вулиць Івана Федорова і Казимира Малевича.
Прилучаються вулиці Тарасівська, Володимирська, Ділова і Фізкультури.

## Історія
Вулиця виникла в 70-ті роки XIX століття, мала назву Новобульйонська, як продовження Бульйонської вулиці, тепер вулиця Казимира Малевича. На картосхемах 1890–1930-х років зазвичай не виокремлюється в самостійну вулицю, а позначається як частина Нижньо-Володимирської (Володимирської) вулиці. У міжвоєнні часи вулиця була продовжена на північний захід скрізь квартал до перетину Жилянської вулиці та Тарасівської вулиці. Сучасна назва — з 1944 року, на честь Володимира Короленка.

## Забудова
В імперський період забудова вулиці була переважно 1—2-поверхова, а тому не збереглася до нашого часу. Нині з непарного боку забудови фактично немає, а парний бік забудований спорудами господарського призначення радянського періоду.

## Пам'ятники, меморіальні таблиці
- Меморіальна таблиця Вороніну Михайлу Львовичу, українському дизайнеру та виробникові класичного одягу, встановлена 15 квітня 2013 року на фасаді будівлі швейної фабрики, де він працював у 1991–2012 роках (бронза, горельєфний портрет, скульптор Віталій Рожик)[2]. Дошка зникла після продажу фабрики, під час реконструкції її будівлі в бізнес-центр.

## Транспорт
Впродовж 1909–2005 років вулицею пролягали трамвайні колії. В останні роки це була службова гілка до депо імені Шевченка. У 1930–70-ті роки на вулиці розташовувалося вантажне трамвайне депо імені Горького.